# Дребен шрифт
Дребен шрифт е по-трудно забележимият текст спрямо основния, който е по-едър (голям) и лесно видим, прилаган в рекламите на стоки или услуги.  Използването на по-едрия текст в комбинация с по-дребния, често води до заблуждаване на потребителя, че предимствата на офертата са по-значителни отколкото са в действителност. Това се постига посредством правните формалности, които изискват пълно разкриване на всички (дори и неблагоприятните) срокове и условия на предложението, но не уточняват начините (размер, шрифт, цвят и т.н.), по които това се представя. Съществуват доказателства, подкрепящи твърденията, че дребният шрифт не се чете от повечето потребители. 
Възможно е това, което се обяснява с дребния шрифт, да е противоположно на това написано с едър шрифт. Например, ако големият шрифт твърди „предварително одобрен“, то малкият шрифт да казва „подлежи на одобрение“. Дребният шрифт, особено в рекламите за лекарства, може да съдържа предупреждение, но то често бива неутрализирано от по-силно привличащите вниманието позитивни изображения и приятна фонова музика. Понякога в телевизионните реклами дребният текст се появява за кратко в трудно забележими цветове и за много кратък период, което го прави труден или невъзможен за прочитане и осмисляне от зрителя.
Употребата на дребния шрифт е станала широко-използвана техника при рекламирането в определени пазарни ниши, особено при тези продукти или услуги, носещи висока доходност, които са неконкурентни на по-голямата част от пазара. Тази практика може да бъде приложена, за да заблуди потребителя по отношение на цената, стойността или съдържанието на един хранителен продукт.